# Balls Mahoney
Jonathan Rechner (* 11. April 1972 in Nutley, New Jersey; † 12. April 2016 in Spring Lake Heights, New Jersey) war ein US-amerikanischer Wrestler. Er war vor allem unter seinem Ringnamen Balls Mahoney bekannt.

## Privates
Rechner hatte mit seiner Freundin einen Sohn namens Christopher, der am 22. November 2007 geboren wurde. Jonathan Rechner bekannte sich öffentlich als Satanist und starb am 12. April 2016 in seinem Haus in Spring Lake Heights, New Jersey an einem Herzinfarkt.  Im Oktober 2016 wurde nach einer Autopsie seines Gehirns bekanntgegeben, dass er an der neurodegenerativen Erkrankung Chronisch-traumatische Enzephalopathie CTE litt. CTE entsteht durch wiederholte Kopfschläge, durch die es zu traumatischen Störungen, zum Beispiel Gehirnerschütterungen kommt.

## Karriere

### Anfänge
Jonathan Rechner wuchs zusammen mit dem inzwischen verstorbenen Chris Candido in New Jersey auf. Zusammen mit seinem Freund Chris begann er im Alter von zwölf Jahren bei dessen Großvater Chuck Richards die Grundlagen des Wrestling zu erlernen.

### Independent und NWA New Jersey
Rechner hatte sein erstes bezahltes Match bereits 1987 im Alter von 15 Jahren, als er unter dem Namen John Rechner bei verschiedenen Independent-Ligen antrat.
Mit seiner Volljährigkeit verpflichtete sich Rechner bei der NWA New Jersey, wo er schließlich auch seinen ersten bedeutenden Titel erringen durfte. In dieser Promotion hielt er den lokalen TV-Champion-Titel.

### World Wrestling Council und Smoky Mountain Wrestling
Jonathan Rechner ging etwas später nach Puerto Rico, wo er bei World Wrestling Council unter dem Ringnamen Abbdudah Singh angestellt wurde. Dort wurde er in eine brutal angelegte Fehde mit Abdullah the Butcher eingebunden.
Als Jonathan Rechner 1994 bei Smoky Mountain Wrestling verpflichtet wurde, verwickelte man diesen in eine Fehde mit Chris Candido. Kurzfristig bildete er auch ein Team mit Mick Foley und nannte sich Boo Bradley. In der SMW durfte Rechner zwei Mal den TV-Champion-Titel halten.

### World Wrestling Federation und Extreme Championship Wrestling
Von 1995 bis 1997 war Rechner bei der World Wrestling Federation als sogenannter Edeljobber verpflichtet und trat dort unter den Ringnamen Boo Bradley und Xanta Klaus an.
1997 verpflichtete sich Rechner als Boo Bradley bei Extreme Championship Wrestling. Dort bekam er ursprünglich das Gimmick eines homosexuellen Rockers. Da aber dieses Gimmick bei den Fans floppte, entwarf Rechner nun selbst ein Gimmick, unter dem er nun antreten wollte. Das Ergebnis war, das Jonathan Rechner nun als Hardcore-Wrestler Balls Mahony antrat und dieses Gimmick sollte auch sein erfolgreichstes sein. Er bildete auch ein Tag Team mit Axl Rotten. Dieses Team bekam den Spitznamen „The Hardcore Chair Swinging Freaks“. Bei einer Japan-Tour der ECW lernte er bei FMW den japanischen Wrestler Masato Tanaka kennen, mit dem er seitdem auch eng befreundet war. Später waren beide sogar in einem Tag Team zusammen, welches sich dann auch den ECW Tag Team Title sichern durften. Später trat er auch mit Spike Dudley als Tag Team an und beide durften zweimal den Tag Team Titel erringen.

### Independent und Total Nonstop Action Wrestling
Nachdem die ECW 2001 Insolvenz anmelden musste, arbeitete Rechner für verschiedene, kleinere Organisationen. Zusammen mit den ehemaligen ECW-Wrestlern Tommy Dreamer, Sabu, Jerry Lynn und Tajiri nahm Rechner an einem Turnier der Promotion Combat Zone Wrestling teil. Längere Verpflichtungen erhielt er in Ligen wie USA Pro Wrestling, Independent Wrestling Association und Juggalo Championship Wrestling. In den meisten dieser Promotionen durfte Rechner auch Titel erringen.
Rechner war auch kurze Zeit bei Total Nonstop Action Wrestling angestellt, wo er mit dem Sandman ein Tag Team bildete.

### World Wrestling Entertainment und World Wrestling Council
2005 war Rechner auch beim WWE-Pay-Per-View „ECW One Night Stand“ dabei. Ab 2006 gehörte Rechner auch dem ECW-Roster der WWE an. Seit Beginn seines Fehdenprogrammes mit Kevin Thorn war er wieder öfters in den ECW-Shows zu sehen. Nach dessen Abschluss wurde Rechner in ein neues Fehdenprogramm mit Snitsky eingebunden. Am 4. Juni 2007 erhielt Rechner ein Titelmatch auf den ECW World Champion Title, welchen er jedoch nicht erringen konnte. Im April 2008 wurde er seitens der WWE entlassen.
Nach seiner Entlassung aus der WWE verpflichtete sich Jonathan Rechner erneut bei World Wrestling Council. Sein erstes Match hatte er dort im Oktober 2008. Bei der WWC durfte er auch den Hardcore-Titel erringen.

### Independent und Total Nonstop Action Wrestling
Eine Zeit lang gehört Rechner dem Kader der in New York City beheimaten Hardcore-Promotion FTW Wrestling an. Am 8. August 2010 nahm Rechner bei der ECW-Reunion-Show TNAW Hardcore Justice – The Last Stand teil. Doch da sein bisheriger Ringname bis dato ein Trademark von World Wrestling Entertainment ist, wurde sein Name an diesem Abend in Kahoneys geändert.

## Erfolge

### Titel
- National Wrestling Alliance

- 1× NWA New Jersey Television Champion

- Smoky Mountain Wrestling

- 2× SMW Television Champion

- Extreme Championship Wrestling

- 3× ECW Tag Team Champion (2× mit Spike Dudley, 1× mit Masato Tanaka)

- International Wrestling Cartel

- 1× IWC World Heavyweight Champion

- USA Xtreme Wrestling

- 7× UXW Heavyweight Champion

- IWA Puerto Rico

- 1× IWA Puerto Rico Hardcore Champion

- Fight The World Pro Wrestling

- 1× FTW Heavyweight Champion